# Scalpellum fischeri
Scalpellum fischeri är en kräftdjursart som beskrevs av Bertrand 1891. Scalpellum fischeri ingår i släktet Scalpellum och familjen Scalpellidae.

## Underarter
Arten delas in i följande underarter:
- S. f. fischeri
- S. f. costatum